# 哥倫比亞小銀漢魚
哥倫比亞小銀漢魚，為輻鰭魚綱銀漢魚目擬銀漢魚科的其中一種，分布於南美洲哥倫比亞淡水流域，為熱帶魚類，棲息底中層水域，生活習性不明。